# Titanoecidae
A família de aranhas titanoecidae inclui apenas cinco gêneros e 46 espécies. A família é bastante difundido no Novo Mundo e Eurásia. Uma vez que parte da família Amaurobiidae, estes são na maioria de cor escura construtores de peças de lã (cribellate) seda teias. O principal gênero é Titanoeca. Várias espécies são encontradas em altitudes relativamente elevadas, em cadeias de montanhas e pode ser muito comum em tais ambientes.

## Gêneros
- Anuvinda Lehtinen, 1967  - Índia
- Goeldia Keyserling, 1891  - México, América do Sul
- Nurscia Simon, 1874  - Europa para a Ásia
- Pandava Lehtinen, 1967  - Sri Lanka para a China, Nova Guiné, Ilhas Marquesas
- Titanoeca Thorell, 1870  - Holarctic